# 第二次蘇丹內戰
第二次蘇丹內戰開始於1983年，是1955年至1972年之第一次蘇丹內戰的延續。這場戰爭主要地點是蘇丹南部，是第二次世界大戰以後平民死亡人數為最多的一場戰爭，大約有190萬名南蘇丹平民死亡，以及超過400萬人被迫離開家園。
2005年1月，作戰雙方簽訂《全面和平協定》，內戰結束。雙方協定，南蘇丹在此後6年實行自治，於2011年舉行的獨立公投通過，並於2011年7月9日0時宣告獨立，約有30個國家的元首參加南蘇丹共和國的獨立慶典儀式，聯合國秘書長潘基文也參加了成立儀式，南蘇丹是目前世界上最新成立的國家（以聯合國成員國計）。

## 背景及起因
有些文獻認為這場內戰源於宗教和種族原因，南北蘇丹在種族和宗教信仰上差異極大，北方人大多是信仰伊斯蘭教的阿拉伯人，南方人大多是信仰基督教或傳統宗教的黑人，但由北方穆斯林主導的中央政府意圖向南方的非穆斯林人民實施按伊斯蘭教法制定的法律，最終引發內戰。
英國人殖民管治蘇丹時，把南方與北方分開管治，在南蘇丹用類似在東非的方式管治，在北蘇丹就用類似說阿拉伯語的埃及的一套。英國人不予北方阿拉伯人出任南方重要官職，也不鼓勵南北方之間的貿易。不過到1946年，英國在北蘇丹的壓力下退讓，把南北兩地結合在一起。阿拉伯語成為南方的行政語言，北方人開始出任南方重要官職。南方受過英語教育的精英階層被排擠在管治他們的政府之外，對於這種轉變有不滿。在1950年代蘇丹過渡往獨立的時期，南方領袖甚至不獲邀請參與談判。1954年成立沒有南方代表在內的「蘇丹化委員會」，任命蘇丹人取代英國官員，在大約800個高級行政職位中，僅有6個由南方人擔任，令南方人更加不滿。
1955年爆發第一次蘇丹內戰，到1972年南北雙方簽訂《阿迪斯阿貝巴協定》才結束，「南蘇丹自治區」成立。
按照《阿迪斯阿貝巴協定》，蘇丹南部出口的收益歸南方自治區所有。1970年代末，蘇丹南部發現石油，此後北方政府企圖控制南方石油，導致南北關係惡化，北方對石油的慾望成為後來取消南方自治的重要誘因。
1983年，蘇丹總統加法爾·尼邁里宣佈廢除《阿迪斯阿貝巴協定》，取消南方自治，並在全國實施伊斯蘭教法，引起在南部佔大多數的非穆斯林居民不滿，引發第二次內戰。

## 過程

2001年6月蘇丹南部各方勢力控制區：
蘇丹政府
親蘇丹政府民兵
蘇丹人民解放軍
蘇丹人民解放軍納西爾派
南蘇丹解放運動

原蘇丹政府軍上校約翰·加朗是南方人，在1983年5月前往南方策反當地的黑人政府軍官兵，組成蘇丹人民解放軍反抗北方。約翰·加朗及後來成為南蘇丹總統的薩爾瓦·基爾·馬亞爾迪特早期支持在統一的蘇丹內實施南方自治。
蘇丹人民解放軍在1986年的兵力約有12500人，1989年有2萬至3萬人，到1991年有5萬至6萬人。
叛軍從戰爭初期已經把攻擊石油設施作為其主要戰略之一。1991年，支持南方叛軍的埃塞俄比亞門格斯圖政府被推翻，加上南方叛軍內部分裂（努爾族的里克·馬查爾在1991年脫離約翰·加朗，另立蘇丹人民解放軍納西爾派，並接受蘇丹政府援助對抗加朗），蘇丹政府軍乘勢在其後三年裡收復許多失地，奪回大多數油田。
戰爭的破壞加上西方國家在1990年代開始對蘇丹實施經濟制裁，西方國家的石油公司被迫退出或減少在蘇丹的石油業務，由中國、印度等亞洲國家的石油公司填補。
蘇丹自1999年起出口石油，北方政府把大量石油收益用於軍費上，不過在蘇丹石油收入增加的同時，美國加強了對蘇丹政府的制裁，甚至向南方叛軍提供援助。2001年，南方叛軍各派在美國的壓力下重新合作。2002年，南方叛軍收復東南部近邊境的卡波埃塔。同年7月，蘇丹政府與蘇丹人民解放運動（蘇丹人民解放軍的政治代表）簽署《馬查科斯協議》，對內戰結束後的過渡安排、政府架構、南方自治等議題達成初步共識。

### 引述作品
- Bassil, Noah. . London; New York City: I.B. Tauris. 2013  [2021-05-30]. ISBN 978-1780760858. （原始内容存档于2021-06-24）.
- Connell, Dan.  (PDF). Human Rights Watch. August 1998, 10 (4 (A))  [2021-05-30]. （原始内容 (PDF)存档于2021-12-05）.
- Johnson, Douglas Hamilton.  4th. Oxford, Kampala, Nairobi: International African Institute. 2007 [1st pub. 2003]  [2021-05-30]. ISBN 9780852553923. （原始内容存档于2022-06-11）.
- Khalid, Mansour. . London; New York City: Routledge. 2010 [1st pub. 2003]  [2021-05-30]. ISBN 978-0-7103-0663-0. （原始内容存档于2022-06-12）.
- LeRiche, Matthew; Arnold, Matthew. . Oxford: Oxford University Press. 2013  [2021-05-30]. ISBN 978-0-19-933340-0. （原始内容存档于2022-06-11）.
- Leopold, Mark. . Ondine Barrow; Michael Jennings  (编). . Oxford, Bloomfield: James Curry Ltd; Kumarian Press. 2001: 94–108  [2021-05-30]. ISBN 9781565491373. （原始内容存档于2021-06-24）.
- Martell, Peter. . London: Hurst & Company. 2018  [2021-05-30]. ISBN 978-1849049597. （原始内容存档于2022-06-12）.
- Prunier, Gérard. . African Affairs. July 2004, 103 (412): 359–383. JSTOR 3518562. doi:10.1093/afraf/adh050.
- Prunier, Gérard. . Oxford: Oxford University Press. 2009  [2021-05-30]. ISBN 978-0-19-970583-2. （原始内容存档于2013-11-04）.
- Plaut, Martin. . Oxford: Oxford University Press. 2016  [2021-05-30]. ISBN 9780190669591. （原始内容存档于2021-10-26） （英语）.
- Vuylsteke, Sarah.  (PDF). HSBA Briefing Paper (Geneva: Small Arms Survey). December 2018  [2021-05-30]. （原始内容 (PDF)存档于2020-11-15）.
- de Waal, Alex.  (PDF). Occasional Papers (Crisis States Research Centre). April 2007, (2)  [2021-05-30]. ISSN 1753-3082. （原始内容 (PDF)存档于2022-06-18）.

## 外部連結
- Q&A: Peace in Sudan （页面存档备份，存于），BBC News。
- Timeline South Sudan: The Evolutionary Phases of South Sudan’s Liberation Struggle (part 1) （页面存档备份，存于）、(part 2) （页面存档备份，存于）、(part 3) （页面存档备份，存于）、(part 4) （页面存档备份，存于），The South Sudan News Agency。